# Shasta (vulkaan)
De Shasta (Engels: Mount Shasta, Karok: Úytaahkoo "witte berg") is een 4319 meter hoge slapende stratovulkaan in het noorden van de Amerikaanse staat Californië. Mount Shasta is het hart van de regio Shasta Cascade en maakt deel uit van de Cascade Range. De meest recente uitbarsting dateert van 1786.

## Beschrijving
De Shasta is niet verbonden met een naburige berg. Hij staat als een eenzaat in het landschap en rijst er zo'n 3000 meter boven uit. Op heldere dagen kan men de Shasta van zo'n 250 km ver zien.
De dichter Joaquin Miller beschreef de Shasta als volgt: "Zo eenzaam als God, en zo wit als een wintermaan, zo rijst Mount Shasta plots en eenzaam vanuit het hart van de grote zwarte bossen van Northern California." De Schots-Amerikaanse natuurvorser en auteur John Muir beschreef zijn eerste blik op de berg in de volgende woorden: "Toen ik de berg voor het eerst in zicht kreeg, over de gevlochten vouwen van de Sacramento Valley, was ik vijftig mijl verwijderd en te voet, eenzaam en vermoeid. Maar toen veranderde al mijn bloed in wijn en was ik niet langer vermoeid." President Theodore Roosevelt, een notoir natuurliefhebber, zei over Mount Shasta: "Ik beschouw de avondschemer op Mt. Shasta als een van de meest grandioze dingen die ik ooit gezien heb."

## Foto's

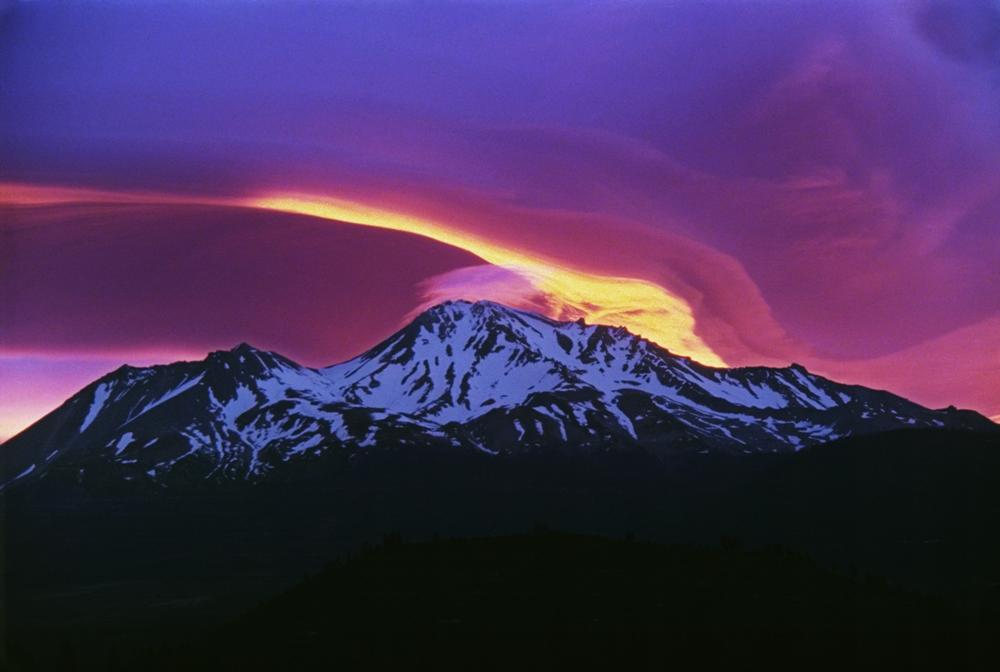
Zonsopgang op Mount Shasta
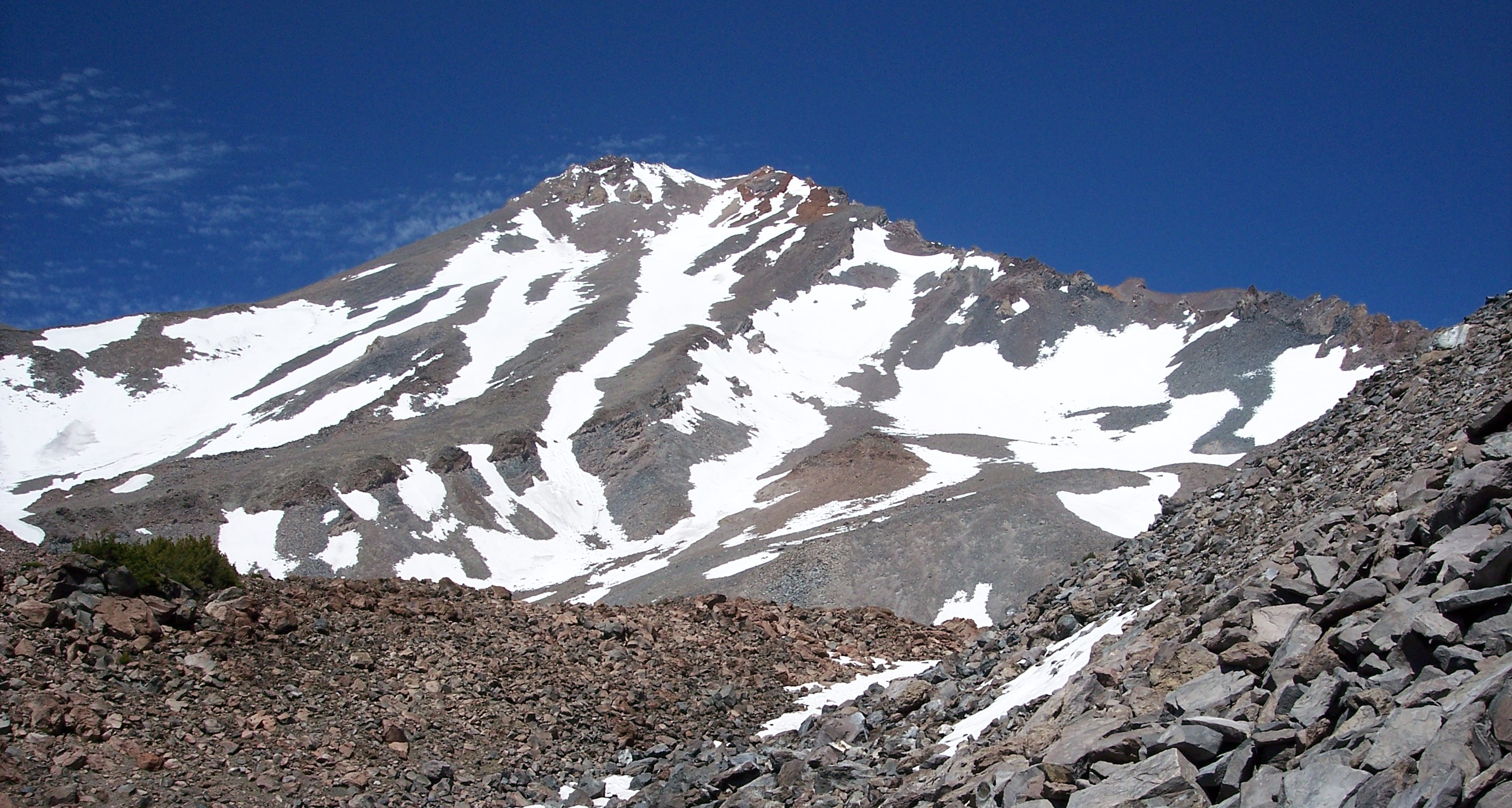
Westflank gezien vanuit Hidden Valley, hoog op de berg